# 有机氧化还原反应

有机氧化还原反应: Birch 还原反应

有机氧化还原反应(Organic redox reaction)指有机反应中的氧化还原反应，是有机氧化反应和有机还原反应的统称。在很多有机氧化还原反应中，电子转移并不实际发生，不同于电化学中的概念 。 
常以氧化数或氧化态作为碳原子氧化程度的判断： 
- 烷烃：-4
- 烯烃、醇、卤代烃、胺：-2
- 炔烃、酮、醛、偕二醇：0
- 羧酸、酰胺、氯仿：+2
- 二氧化碳、四氯甲烷：+4

氧化数升高的反应称为氧化反应，分子中电子雲密度降低，氧化数降低称为还原反应，既有升高也有降低的反应称为歧化反应。例如，烷烃中的甲烷燃烧氧化，可得到二氧化碳，氧化数由-4升高到+4。常见的官能团氧化还原反应包括：炔烃到烯烃、烯烃再到烷烃的还原；及醇到醛，醛再到羧酸的氧化。
很多有机氧化还原偶联反应常涉及自由基中间体。真正的有机物氧化还原反应存在于一些电化学合成反应中，例如Kolbe电解。
在歧化反应中，反应物的氧化还原在同一个物质中，并形成2个独立的化合物。
不对称催化还原反应及不对称催化氧化反应是不对称合成中的重要内容。

## 有机还原反应
有机还原反应有以下几种主要机理：
- 直接电子转移—单电子还原，如Birch还原
- 氢负离子转移，如Meerwein-Ponndorf-Verley还原反应和氢化铝锂参与的还原反应
- 加氢还原，比如Rosenmund还原反应，催化剂如Lindlar催化剂、Adkins催化剂
- 歧化反应，如Cannizzaro反应

不符合以上机理的还原反应如Wolff-Kishner-Huang反应。

## 有机氧化反应
有机氧化反应有以下几种主要机理：
- 单电子转移
- 经由酸酯中间体，如铬酸、四氧化锇、高锰酸钾
- 氢原子转移，如自由基卤化反应
- 氧气氧化，如燃烧反应
- 臭氧或过氧化物氧化，如臭氧化反应
- 机理涉及消除反应，如Swern氧化反应、Kornblum氧化反应，及IBX酸和Dess-Martin氧化剂参与的反应
- 由Fremy盐或TEMPO等亚硝基自由基氧化